# Арсланов, Тимер Гареевич
Арсланов Тимер Гареевич (псевдоним — Арсланов Тимер) (1 мая 1915 года — 19 марта 1980 года) — башкирский поэт-сатирик. Член Союза писателей БАССР (1942). Участник советско-финляндской войны 1939—1940 годов. Участник Великой Отечественной войны.Родственники:Арсланов Султан Рустамович

## Биография
Арсланов Тимер Гареевич родился 1 мая 1915 г. в деревне Какрыбашево (будущего Туймазинского района БАССР) в крестьянинской семье.
В 1937 году, после окончания Кушнаренковского сельскохозяйственного техникума, призван в армию. Службу проходил в пограничных войсках. В годы службы пограничником написал поэму о пограничниках «Застава в лесу». В 1940 году Тимер Арслан поступил учиться в Украинский пединститут.
Воевал на фронтах Советско-финляндской и Великой Отечественной войн. Был на фронте с первого дня и до дня Победы. Дважды ранен, контужен. После войны, в 1951 году окончил Башкирский педагогический институт им. К. А. Тимирязева (ныне Уфимский университет науки и технологий). В 1946—1964 годах работал преподавателем в школах г. Октябрьский.
Писать стихи начал еще до войны, печататься — с 1934 года. Его первый сборник стихов «Беҙҙең йәшлек» вышел в 1938 году. Позднее выпустил сборники стихов и поэм «Окоптар төбөнән» (1944; «Со дна окопов»), «Тауҙар йырлай» (1950; «Горы поют»), «Башҡортостан егете» (1949; «Джигит Башкортостана»), «Тау ҡыҙы» (1949; «Дочь гор»), «Инженер Азат Исламов» (1950), «Дочь гор» («Тау кызы», 1949) и др.
Является автором сборников юмористических стихов «Ҡоҙалар, ҡоҙасалар» (1964; «Сваты и свахи»), «Йәшәһен ир!» (1968; «Да здравствует муж!»), «Ҡунак булып кил, әсәйем» (1972; «Приезжай, мама, в гости») и др.
Последние годы прожил в Уфе.

## Память
На здании школы № 11 г. Октябрьский РБ установлена мемориальная доска в память о поэте — сатирике Тимере Арслане.
В селе Какрыбашево и городе Октябрьский  РБ одна из улиц носит имя поэта.

## Награды и звания
Орден Отечественной войны 1-й степени (1985).

## Творческая деятельность
- Арслан, Т. Наша молодость: Стихи / Т. Арслан. — Уфа: Башгосиздат, 1938. — 88 с. — (на баш. яз.)
- Арслан, Т. Со дна окопов: Стихи / Т. Арслан; Предисл. Р. Низмати. — Уфа: Башгосиздат, 1944. — 24 с. — (на баш. яз.).
- Арслан, Т. Горы поют: Стихи / Т. Арслан. — Уфа: Башгосиздат, 1950. — 70 с. — (на баш. яз.).
- Арслан, Т. Поэмы / Т. Арслан. — Уфа: Башгосиздат, 1953. — 104 с. — (на баш. яз.).
- Арслан, Т. Подарок гор: Стихи / Т. Арслан. — Уфа: Башкнигоиздат, 1953. — 122 с. — (на баш. яз.).
- Арслан, Т. Стихи / Т. Арслан. — М. : Сов. писатель, 1957. — 82 с.
- Арслан, Т. Суд: Стихи, поэмы / Т. Арслан. — Уфа: Башкнигоиздат, 1960. — 236 с. — (на баш. яз.).
- Арслан, Т. Холодный родник: Поэма, стихи / Т. Арслан. — Уфа: Башкнигоиздат, 1961. — 64 с. — (на баш. яз.).
- Арслан, Т. Суд: Стихи, поэмы / Т. Арслан. — Уфа: Башкнигоиздат, 1960. −236 с. — (на баш. яз.).
- Арслан, Т. Сват и свахи: Стихи / Т. Арслан. — Уфа: Башкнигоиздат, 1964. — 96 с. — (на баш. яз.).
- Арслан, Т. Белый голубь: Стихи для детей / Т. Арслан. — Уфа: Башкнигоиздат, 1967. — 72 с. — (на баш. яз.).
- Арслан, Т Да здравствует муж!: Сатира и юмор / Т. Арслан. — Уфа: Башкнигоиздат, 1968. — 96 с. — (на баш. яз.).
- Арслан, Т. И смех и грех: Стихи / Т. Арслан. — Уфа: Башкнигоиздат, 1970. — 64 с. — (на баш. яз.).
- Арслан, Т. Приезжай, мама, в гости: Сатира и юмор / Т. Арслан. — Уфа: Башкнигоиздат, 1972. −96 с. — (на баш. яз.).
- Арслан, Т. Беда льва: Стихи / Т. Арслан. — Уфа: Башкнигоиздат, 1973. — 48 с. — (на баш. яз.).
- Арслан, Т. Меж трех огней: Стихи / Т. Арслан. — Уфа: Башкнигоиздат, 1975. — 256 с. — (на баш. яз.).
- Арслан, Т. Слово за словом: Юмористические и сатирические стихи / Т. Арслан. — Уфа: Башкнигоиздат, 1979. — 80 с. — (на баш. яз.).
- Арслан, Т. Между нами, джигитами: Сатирические стихи / Т. Арслан. — Уфа:1981. — 80 с.
- Арслан, Т. Прожитые годы: Стихи, поэмы / Т. Арслан. — Уфа: Китап, 1996. — 270 с. — (на баш. яз.).
- Арслан, Т. (1915—1980) Аҡ кала: стихи / Арслан Тимер / Нарыш тавым — язмыш тавым : башҡортостан язучылар союзының татар әдипләре берләшмәсе. — Уфа, 1996. — Б. 7 — 8.
- Арслан, Т. И смех, и грех… / Город романтиков и поэтов: по страницам «Вечернего альбома»: посвящается 55-летию г. Октябрьского / сост. Г. Викторова. — Октябрьский, 2001. — С. 36 — 39.